# Iglesia de Södra Hestra
La iglesia de Södra Hestra (en sueco: Södra Hestra kyrka), también conocida como iglesia de Broaryd, es una iglesia situada en Broaryd, Esmolandia, Suecia. La iglesia de madera de este lugar data del siglo XIII. A finales del siglo siglo XIII, la iglesia de madera fue sustituida por una de piedra. 
sustituida por una iglesia de piedra. La iglesia actual fue construida entre 1827 y 1830 y fue consagrada en 1835.